# Masakra na Kefalinii
Masakra 33 Dywizji „Acqui” na Kefalinii – masowe egzekucje żołnierzy włoskiej 33 Dywizji „Acqui” na greckiej wyspie Kefalinia dokonane przez Niemców między 21 a 26 wrześniem 1943 roku.

## Przebieg masakry
Po decyzji rządu włoskiego o kapitulacji wobec aliantów w 1943, armia niemiecka próbowała rozbrajać oddziały byłego sojusznika w ramach operacji Achse. W odpowiedzi na te działania, 13 września Dywizja Acqui podjęła zbrojny opór i rozpoczęła walki z próbującymi rozbroić ich Niemcami. 22 września, na skutek decyzji generała Antonia Gardina, poddał się ostatni włoski garnizon . Dwa dni później generała i jego 136 oficerów skazano na śmierć przez niemiecki sąd polowy, a ich ciała obciążono kamieniami i zatopiono u brzegów wyspy .
W bitwie zginęło 1315 Włochów, a kolejnych 5155 zostało straconych w masowych egzekucjach. Ciała ofiar zostały skremowane lub przeniesione na włoskie statki, które zostały przez Niemców samozatopione na morzu.
Do liczby ofiar można doliczyć 3000 jeńców, którzy, na skutek decyzji dowództwa niemieckiego o rezygnacji z „wszystkich środków bezpieczeństwa” podczas transportu tych więźniów, zginęli w zatopionych przez Aliantów niemieckich transportowcach.

## Reperkusje w kulturze
Kapitulacja włoskich oddziałów okupacyjnych oraz masakra ich żołnierzy znalazła odbicie w powieści włoskiego neorealisty Marcello Venturiego Bandiera bianca a Cefalonia (Biała flaga nad Kefalinią), opublikowanej w 1963 roku. Zdarzenia te następnie sfabularyzował Louis de Bernières w nagrodzonej powieści Captain Corelli's Mandolin (Mandolina kapitana Corellego), wydanej w 1994, która z kolei stała się podstawą filmu Johna Maddena Kapitan Corelli z 2001 r.